# Hebe de Bonafini

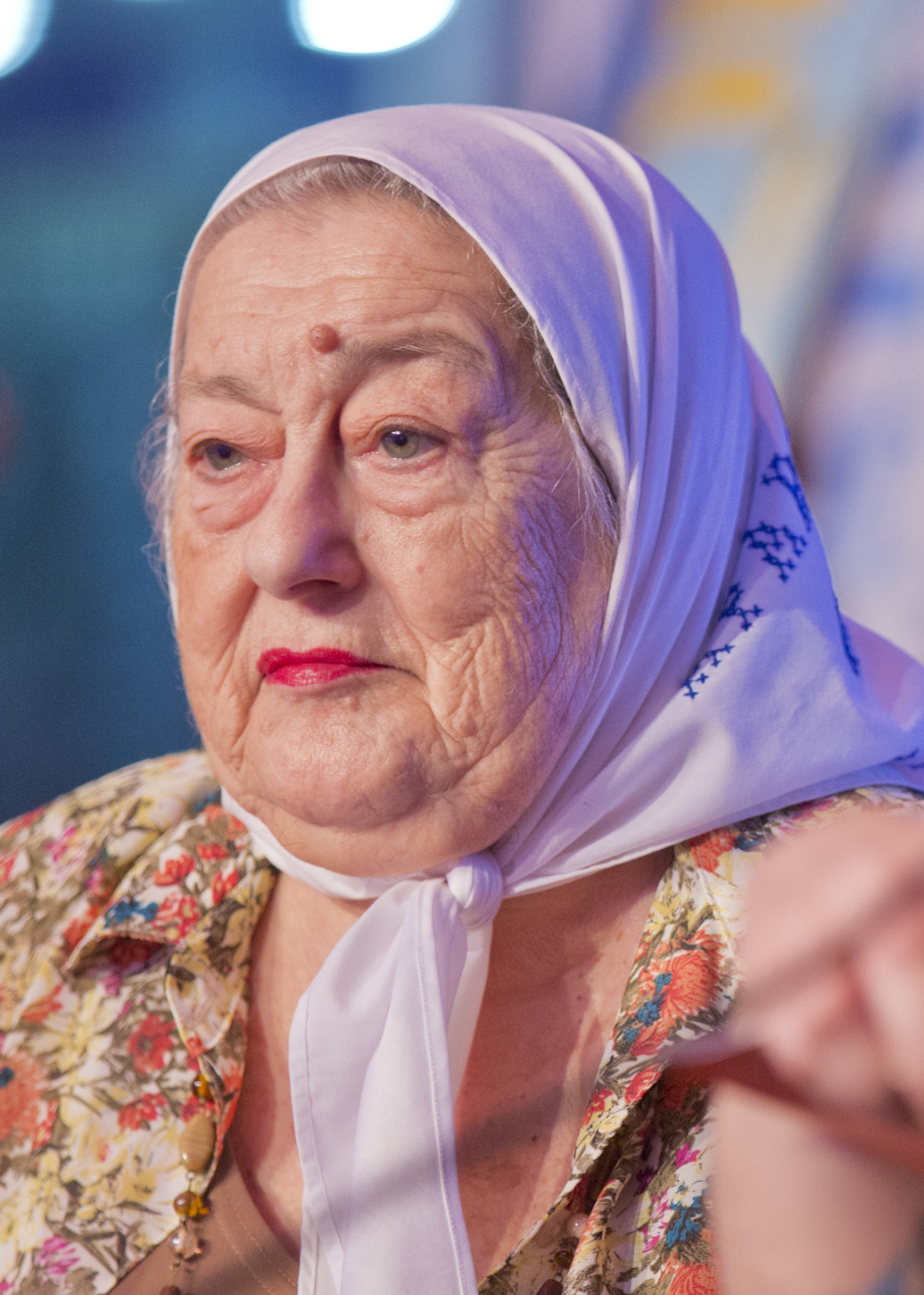
Hebe de Bonafini

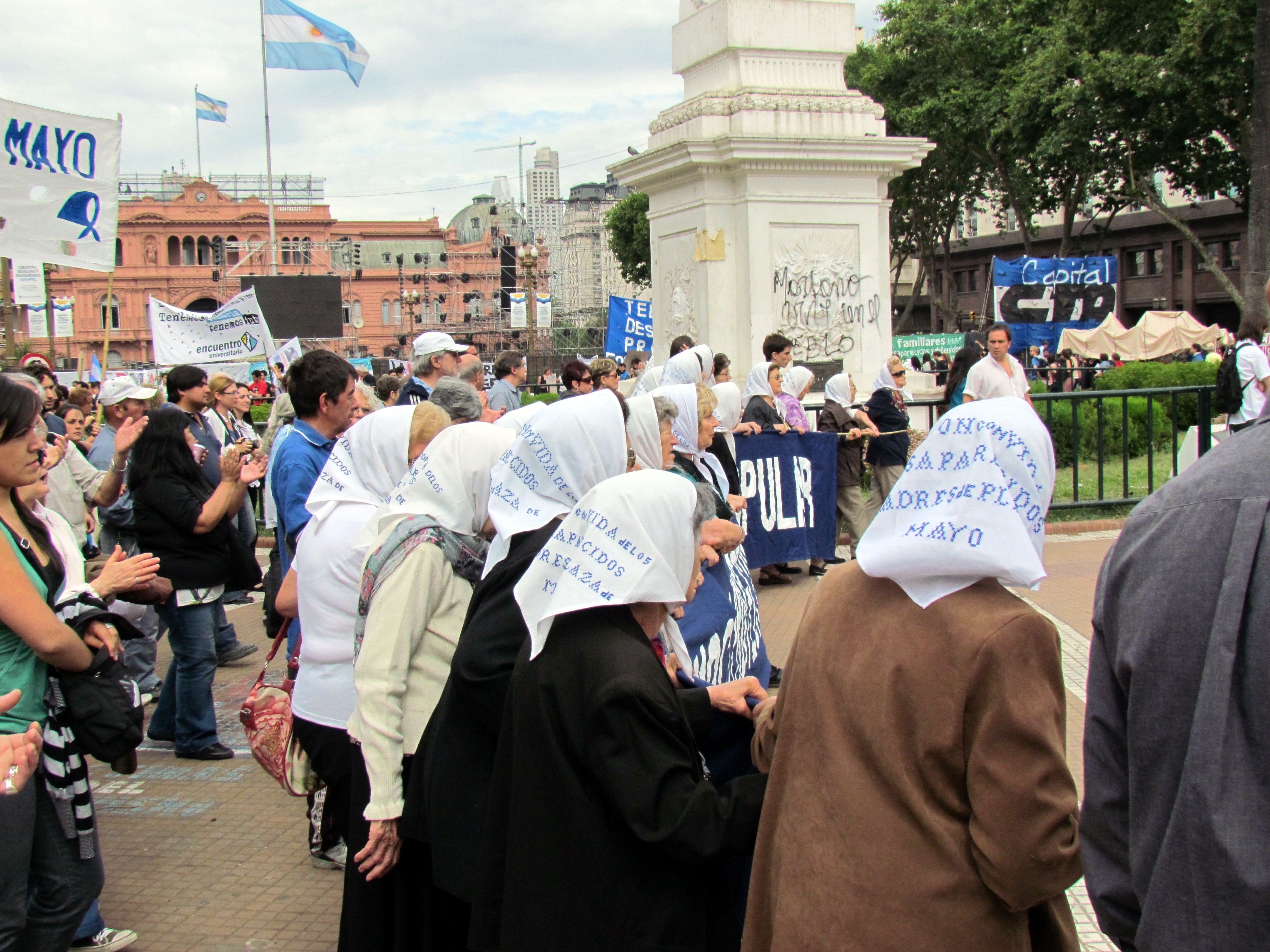
Demonstratie van de Dwaze Moeders in 2010

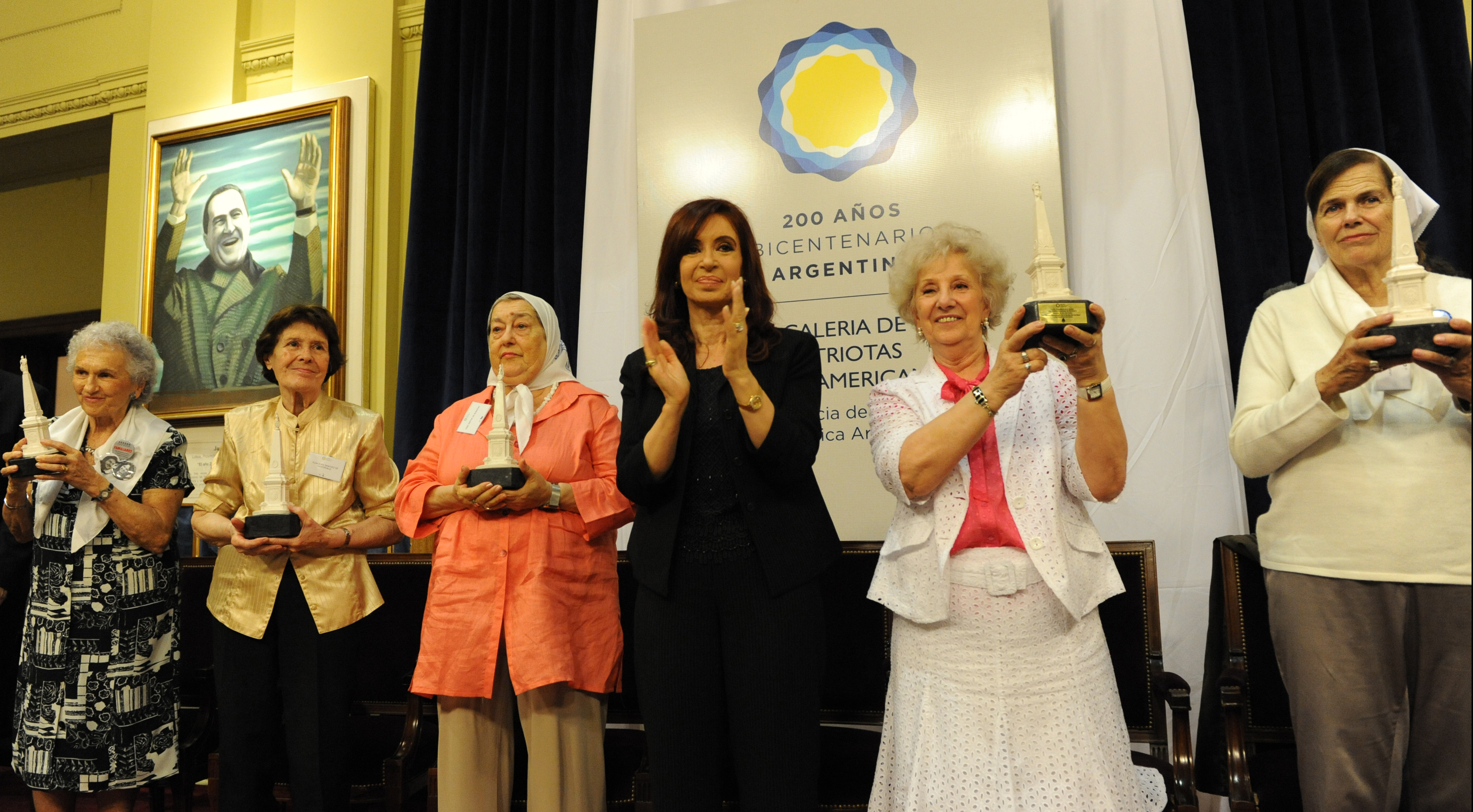
Hebe de Bonafini (derde van links) en andere gelauwerden van van de 'May Revolution Human Rights Extraordinary Prize', met president Cristina Fernández de Kirchner

Hebe de Bonafini (Hebe María Pastor) (Ensenada, 4 december 1928 – La Plata, 20 november 2022) was een van de oprichtsters en lange tijd het boegbeeld van de Argentijnse Dwaze Moeders, de moeders die vanaf 1977 opheldering eisen over hun tijdens de Argentijnse dictatuur verdwenen kinderen. Hebe de Bonafini was niet alleen iconisch en gepassioneerd, ze was ook omstreden vanwege haar soms radicale politieke uitspraken. 

## Gezin en Jeugd
Hebe María Pastor werd geboren op 4 december 1928 in een arm gezin in Ensenada, bij La Plata in de provincie Buenos Aires. Ze was de dochter van Francisco Pastor en Josefa Bogetti, en ze groeide op in de arme wijk El Dique aan de rand van La Plata. Haar jeugd werd gekenmerkt door nederigheid en eenvoud. Zelf heeft ze over haar jeugd gezegd dat ze deze als gelukkig ervoer, en dat ze leerde genieten van de kleine dingen. Naar eigen zeggen was Hebe al vroeg onafhankelijk, waarschijnlijk als reactie op de beschermende opvoeding die haar moeder haar gaf vanwege de astma waaraan Hebe leed. Van haar moeder moest ze leren naaien en borduren maar dat was geen succes. Weven ging haar beter af. Een hogere opleiding was voor haar niet weggelegd. 
Al op jonge leeftijd vroeg ze zich af waarom dat mannen wel hogere opleidingen mochten volgen en geacht werden andere dingen te doen dan vrouwen. Op 14-jarige leeftijd trouwde ze met Humberto Alfredo Bonafini, met wie ze drie kinderen kreeg: Jorge Omar, Raúl Alfredo en María Alejandra. De oudste twee zouden beiden slachtoffer worden van de dictatuur.

## Dwaze moeders
Het leven van Bonafini veranderde radicaal na de staatsgreep van Jorge Videla in 1976. Haar zoons waren actief in linkse partijen en werden om die reden samen met haar schoondochter in 1977 ontvoerd , gemarteld en vermoord door de Argentijnse staatsveiligheidsdienst. Bonafini, toen 48 jaar oud, sloot zich aan bij de Madres de Plaza de Mayo (in het Nederlands aangeduid als de Dwaze Moeders). Deze moeders die allen een of meer kinderen verloren waren door ontvoering, demonstreerden vanaf 30 april 1977 elke week op de Plaza de Mayo, het plein voor het regeringspaleis in Buenos Aires. Het ging om een vrij kleine groep van 13 vrouwen. Bij het eerste bescheiden protest was het enige doel de president te spreken. Bonafini was nog niet aanwezig bij deze eerste actie.  
Later trokken de moeders wekelijk in een 24 uurs mars rond de klokkentoren op het plein. Tijdens hun demonstratie droegen ze witte hoofddoeken als verwijzing naar de witte luiers die hun kinderen ooit droegen. Oprichter en voorvrouw van de groep was Azucena Villaflor totdat ze samen met acht andere moeders in 1978 werd gearresteerd en verdween. De moeders werden dwazen genoemd wat vooral in Nederland hun geuzennaam werd. De moeders hadden veel tegenslag. Ze werden geslagen, moesten geregeld naar de gevangenis en werden soms ontvoerd. Sommigen pleegden zelfmoord. Maar ze keerden telkens terug naar het plein, de Plaza. Ook Bonafini, die in 1979 voorzitter van de groep was geworden, werd bedreigd en mishandeld, evenals haar dochter. Na enige tijd vormden de moeders een officiële organisatie. In 1981 hielden de moeders hun eerste nationale bijeenkomst; de meeste bijeenkomsten waren op plaatsen als bars en kerken. Een Nederlandse groep vrouwen schonk in 1980 voldoende geld om een kantoorruimte te kopen. Uiteindelijk hebben zich zo'n 6000 moeders bij de organisatie aangesloten. 
Ook na het aantreden van de democratisch gekozen president Raúl Alfonsín bleef de groep strijdbaar en bleef eisen dat de autoriteiten opheldering verschaften over de verdwijning van de kinderen. Daarnaast ijverden Bonafini en de haren voor straffen van de militairen en meer rechtvaardigheid en tegen de afhankelijkheid van de Verenigde Staten en het IMF. Naar schatting zijn onder de Argentijnse dictatuur zo’n dertigduizend mensen verdwenen. Velen zijn nooit teruggevonden en dat geldt ook voor de zoons van Bonafini. Later zetten de moeders zich ook in voor allerlei gemarginaliseerde groepen, zoals werklozen, vrouwen en daklozen. 
Ondanks het verlies van haar kinderen – of misschien juist wel daardoor – bleef Bonafini haar hele leven strijden voor deze zaken, en uiteindelijk wist ze weer plezier te krijgen in haar leven. Zij en de Dwaze Moeders werden geëerd met vele prijzen, waaronder de UNESCO-prijs voor Vredeseducatie en de Geuzenpenning. Ook politici en artiesten prezen haar werk zoals Sting, U2, Yves Montand, Simone Signoret, Catherine Deneuve en François Mitterrand.

## Afsplitsing en controverse
In 1986, drie jaar nadat de democratie was hersteld, viel de groep moeders uiteen. Een deel wilde zich bovenal blijven richten op de verdwenen kinderen, maar een meerderheid, onder wie Bonafini, koos een veel politiekere koers. Deze moeders verzetten zich tegen elke Argentijnse regering zolang niet duidelijk was wat er met de zonen was gebeurd en de verantwoordelijken waren gestraft. In 2003 steunde Bonafini echter opeens de toenmalige peronistische president Nestor Kirchner Ze werd tegelijk deel van de gevestigde orde en kreeg verantwoordelijkheden in een sociaal woningbouwproject. Dit project werd onderdeel van een corruptiezaak, waarbij ook zij beschuldigd werd. 
Haar links-radicale ideeën verdwenen niet. Integendeel, ze steunde bijvoorbeeld de Mexicaanse guerrilla’s van Zapatistas, de Colombiaanse Farc en de Baskische ETA. Ze bewonderde linkse leiders zoals Che Guevara, Augusto Sandino, Fidel Castro, Hugo Chavez en Evo Morales. De VS bleef ze zien als een van de grootste bronnen van het kwaad, en ze verwelkomde zelfs de aanslag op de Twin Towers in 2001.

## Erkenning en overlijden
Bonafini was al enige tijd ziek toen ze werd opgenomen in het ziekenhuis in La Plata, maar werd daaruit op 13 oktober 2022 ontslagen. Ze werd echter weer opgenomen en ze stierf op zondagochtend 20 november 2022 op 93-jarige leeftijd. 
De president van Argentinië, Alberto Ángel Fernández, liet na haar dood weten dat de Argentijnse regering en het Argentijnse volk in haar een internationaal symbool zien van de zoektocht naar herinnering, waarheid en gerechtigheid voor de dertigduizend mensen die verdwenen zijn.
Als oprichter van de Moeders van Plaza de Mayo was ze het licht in de duisternis van de militaire dictatuur, aldus de verklaring van de president. De Argentijnse vicepresident Cristina Kirchner voegde op Twitter hieraan toe: ”Beste Hebe, Moeder van Plaza de Mayo, wereldwijd symbool van de strijd voor mensenrechten, trots van Argentinië. God heeft je tot zich geroepen op Nationale Soevereiniteitsdag – het kan geen toeval zijn".